# 三条制札事件
三条制札事件（さんじょうせいさつじけん）は、江戸時代幕末の1866年10月20日（慶応2年9月12日）に発生した、京の治安維持を担当する新選組と、土佐藩士集団の間に起きた衝突事件。
三条大橋西詰北の江戸幕府の制札を引き抜こうとした土佐藩士の一団が、警戒にあたっていた新選組と乱闘となり、土佐側の一名が斬殺、一名が捕縛された。

## 制札
元治元年7月19日に起きた禁門の変ののち、三条大橋西詰の高札場に長州藩を朝敵とする内容の制札が掲げられた。

## 事件の背景
1866年（慶応2年）に実施された第二次長州征伐の失敗以降、江戸幕府の権威は失墜した。またどんどん焼けで焼け出された京の市民たちには、長州藩へ同情する世論が根強かった。
1866年（慶応2年）になると京都では幕府の立てた制札が引き抜かれるという事件が頻発した。特に、鴨川にかかる三条大橋の西詰北に立てられた制札が3度に渡って引き抜かれ鴨川に捨てられたことから新選組に制札の警備の命がくだり、新選組は三条大橋の高札場を中心とした3拠点に隊士を配置し、包囲体制を整えた。

## 当日の経過
事件当日、1866年10月20日（旧暦:慶応2年9月12日）は、三条会所に原田左之助ら12人が、酒屋に新井忠雄ら12名、そして橋むこうの町屋に大石鍬次郎ら10人が配置された上、さらに斥候として、乞食に変装した浅野薫、橋本皆助の2人が橋のたもとに配置され、犯人の出現を待ち構えていた。
同日の深夜になって三条大橋西詰に複数の不審な者が現れ、制札を引き抜く動きを見せた。通報を受け、原田隊が現場に急行。犯人側も逃走を開始しながら抜刀し、双方の斬りあいとなる。そこに遅れて駆けつけた新井隊が追い討ちをかける形となり、新選組は相手の一人を斬りたおし、一人を取りおさえるなど有利に戦いを進めた。ところが橋の向こうに配置された大石隊を呼びに行く役の浅野薫が、橋上の乱戦の中をくぐり抜けるのを怖れて回り道をしたため通報が遅れ、当初予定していた挟みうちの体制が完成せず、犯人側に退路をあけてしまった。結局、新選組は8人の犯人のうち6人を取り逃してしまう。

## 事件の結果
捕縛した者の調べで、犯人側は土佐藩の藤崎吉五郎、宮川助五郎、安藤鎌次、松島和助、沢田甚兵衛、岡山禎六、早川安太郎、中山謙太郎の8名であることが判明した。現場で討ちとられたのは藤崎吉五郎、傷を負って捕縛されたのは宮川助五郎である。また安藤鎌次は土佐藩側の殿を勤める形で奮闘したため多くの傷を負い、現場からの脱出には成功するが翌日になって死亡した。
一昨年の明保野亭事件もあり、新撰組にとって土佐藩は事を構えたくない相手であった。また土佐藩も幕府側との紛議を望まず、事件は27日に土佐側と会津側の手打ちの酒宴が行われて収拾が図られた。参戦した新選組隊士達には、原田左之助の20両を筆頭に、会津藩から恩賞が与えられた。浅野薫は、その臆病な振るまいを咎められ、新選組を追放された。
また当時、土佐藩士の間では長い刀を差すことが流行になっていたが、この事件をきっかけに、長い刀は使いにくいとの認識が広まって流行が終焉したという。